# 长梗无心菜
长梗无心菜（学名：Odontostemma longipes）为石竹科无心菜属的植物，是中国的特有植物。分布于中国大陆的四川等地，生长于海拔3,500米的地区，多生在石崖上，目前尚未由人工引种栽培。
其种加词“Longipes”意为“长梗的”，“长柄的”。